# Hilton (Derbyshire)
Pour les articles homonymes, voir Hilton.
Hilton est une paroisse civile et un village du Derbyshire, en Angleterre.